# ㅏ
ㅏ – samogłoska należąca do grupy pisma hangul, do oznaczenia samogłoski otwartej przedniej niezaokrąglonej w języku koreańskim. Odpowiada ona polskiemu a.

## Kolejność pisania

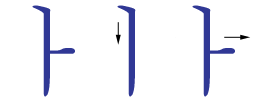

## Użycie
W koreańskim ㅏ jest samogłoską łączącą się z następującymi spółgłoskami, poniżej są wymienione najprostsze przykłady:
| hangul       | 바 | 빠  | 파  | 다 | 따  | 타  | 가 | 까  | 카  | 사 | 싸  | 하 | 라    | 마 | 나 | 자 | 짜  | 차  | 아 |
| IPA          | pa | b̬a  | pʰa | ta | d̬a  | tʰa | ka | ɡ̬a  | kʰa | sa | z̬a  | ha | la/ra | ma | ɳa | ca | ɟ̬a  | cʰa | a  |
| transkrypcja | ba | ppa | pa  | da | tta | ta  | ga | kka | ka  | sa | ssa | ha | la/ra | ma | na | ja | jja | cha | a  |